# Фреймсервер
Фреймсервер (англ. frameserver) — додаток, який транслює відеопотік безпосередньо в інший додаток (фреймклієнт). Пересилання відбувається покадрово, без створення проміжних файлів і без проміжного перекодування.
Популярні фреймсервери:
- AviSynth
- VFAPI frameserver
- VirtualDub
- Adobe Premiere Pro
- Blender
- Debugmode FrameServer

Прклади фреймклієнтів:
- TMPGEnc
- AVIFile

Використовуються для нелінійного відеомонтажу.